# Narushima Ryūhoku
Narushima Ryūhoku est un nom japonais traditionnel ; le nom de famille (ou le nom d'école), Narushima, précède donc le prénom (ou le nom d'artiste).
Narushima Ryūhoku (成島柳北) 22 mars 1837 - 30 novembre 1884, est un lettré et écrivain japonais né à Asakusa. Il reçoit le nom de Korehiro (惟弘). Les membres de la famille Narushima sont okujusha (奥儒者), c'est-à-dire précepteurs confucéens des shoguns Tokugawa, et participe à l'édition du Tokugawa Jikki (德川實紀） et autres annales historiques dont le (後鑑 Nochikagami）. Jeune homme, Narushima Ryūhoku prend part à cette activité d'édition.  

## Biographie
Il sert comme précepteur des shoguns  Iesada et  Iemochi mais, selon certaines théories, est licencié parce qu'il a écrit un poème critique de ce que ses recommandations n'ont pas été adoptées. Il commence à étudier la culture occidentale à cette époque. Au cours de l'ère Keiō (1866-68), il sert dans la cavalerie du shogun et aussi brièvement en tant que ministre des Affaires étrangères.  Après la restauration de Meiji, il occupe un poste au temple Higashi Hongan-ji, qui parraine pour lui et quatre autres personnes une tournée vers l'Europe et les États-Unis de 1872 à 73. Peu de temps après son retour au Japon, Narushima devient le rédacteur en chef du Chōya Shinbun (朝野新聞), et fonde également la revue littéraire Kagetsu shinshi (花月新誌). En 1876, il est emprisonné pendant quatre mois pour avoir enfreint les lois sur la presse du gouvernement de Meiji. Après sa libération, il publie un essai intitulé Gokunaibanashi (ごく内ばなし). Il se montre très critique envers les grands fonctionnaires de Satsuma et Chōshū qui, bien que vassaux de l'ancien shogunat, ont maintenant une attitude arrogante dans leurs nouvelles fonctions de dirigeants du gouvernement Meiji. En signe de protestation, il déclare « je vais devenir une personne inutile entre la nature »(?), et commence à écrire des satires.
L’œuvre la plus connue de Narushima est Ryūkyō Shinshi (柳桥新志), ou « Nouvelles Chroniques d'Asakusa », dont il commence à écrire le premier volume en 1859 et le second en 1871. L'ouvrage porte sur le monde des quartiers de plaisir de Yanagibashi, illustrant avec humour les changements culturels de l'époque d'Edo à l'ère Meiji.
Kōsei Nichijō (航西日乗), ou « Journal d'un voyage en Occident », est le récit de voyage qu'il écrit pendant son voyage en Europe et aux États-Unis en 1872-1873.

## Source de la traduction
- (en) Cet article est partiellement ou en totalité issu de l’article de Wikipédia en anglais intitulé « Narushima Ryūhoku » (voir la liste des auteurs).